# Nachal Chalilim
Nachal Chalilim (hebrejsky: נחל חלילים) je vádí v Judských horách v Izraeli.
Začíná v nadmořské výšce přes 700 metrů na východním okraji města Mevaseret Cijon severozápadně od Jeruzaléma. Směřuje pak k východu prudce se zahlubujícím údolím s částečně zalesněnými svahy. Na horním toku se nacházejí pohřební jeskyně z období druhého chrámu. Jsou zde také skalní útesy a pramen Ejn Chalilim (עין חלילים). Severně od městské čtvrti Jeruzaléma Moca potom ústí v údolí Emek ha-Arazim zprava do potoka Sorek.